# 이하윤 (시인)
이하윤(異河潤, 1906년 4월 9일~1974년 3월 12일)은 대한민국의 시인, 언론인이자, 번역문학가 겸 수필가, 영문학자 겸 대학 교수이다. 전직 중외일보 기자 출신이었으며, 본관은 남원(南原)이고, 아명(兒名)은 이대벽(異大闢)이며, 호(號)는 연포(蓮圃)이다.

## 생애
강원 이천에서 출생하여 이천공립보통학교와 경성제일고등보통학교(졸업)를 거쳐 이후 일본에 유학하여 1929년 호세이 대학교 법문학부 영어영문학과(학사)를 나왔다.
도쿄 유학 중에 해외문학파에 가담하여 문학 활동을 시작했다. 1927년에는 《해외문학》을 창간하였고, 조선 문단에 외국문학을 번역, 소개하는 것을 목표로 활발한 활동을 펼쳤다. 이하윤은 해외문학파의 핵심 인물 중 한 명이었다. 주로 영국과 프랑스의 시 작품을 번역했다.
1926년에 《시대일보》에 시 〈잃어버린 무덤〉을 발표하면서 시인으로서 문단에 나왔고 1930년에 《시문학》 동인으로 참가하였다. 1939년에 첫 시집 《물레방아》를 발표했다.
1929년에 귀국한 뒤로는 《중외일보》와 《동아일보》의 기자를 지냈고, 해외문학파가 중심이 된 극예술연구회를 창립하는 등 신극 운동에 참여했다. 1930년대에는 경성방송국 편성계에서도 근무하기도 했다.
1937년에 〈총후의 기원〉을 작사하는 등 일제 강점기 말기에 대중가요 작사가로도 활동했다. 태평양 전쟁을 정당화하기 위해 정책적으로 보급된 군국가요를 비롯하여 〈고향의 노래〉와 같은 일반 가요도 작사했다.
태평양 전쟁 종전 직후인 1945년에 동국대학교 교수로 임용되었으며, 대한중앙문화협회를 창립하고 상무위원을 지내 우익 문인으로 분류되었다. 1948년에 치러진 대한민국 제1대 제헌 국회의원 선거에서도 무소속 총선 후보로 나섬과 동시에 경기도 이천 지역구로 출마했으나 낙선(낙마)했다. 1949년에는 서울대학교 법과대학 교수로 옮겼다가, 1952년부터 서울대학교 사범대학 교수를 지냈다.

## 약력
- 1906년 4월 9일 강원 이천 출생
- 1923년 경성 제일고보(경기고 전신) 졸업
- 1926년 시대일보에 시 「잃어버린 무덤」 발표,
- 1926년 정인섭·김진섭 등과 해외 문학 연구회를 만들어 동인으로 활동
- 1929년 도쿄 호세이 대학교 법문학부 영어영문학과 학사 학위 취득
- 1929년 경성여자미술학교 교수(미술학교 교원)
- 1930년 〈중외일보사(中外日報社)〉의 학예부 기자, 《시문학》지(誌)의 동인.
- 1931년 김진섭, 서항석, 유치진 등과 함께 극예술 연구회를 만들어 활동
- 1932년 경성방송국 근무
- 1937년 동아일보사 학예부 기자
- 1943년 경성제일고등보통학교 한문 교사
- 1944년 경기도 이천군 외갓집 동네로 낙향하여 자신의 필방을 손수 짓고 집필 활동
- 1945년 동국대학교 교수 겸 동교 영어영문학과 과장에 취임
- 1945년 대한중앙문화협회 상무위원
- 1948년 제헌 국회의원 선거 무소속 총선 후보 출마(총선 낙선)
- 1948년 윤곤강(시인)과 함께 당시 성균관대학교 국어국문학과 강사 직으로 임용되어 잠시 6개월 동안 역임(1948년 8월).
- 1949년 서울대학교 법과대학 행정학과 교수
- 1952년 서울대학교 사범대학 영어교육학과 교수
- 1954년 전국문화단체총연합회 최고위원
- 1959년 비교문학회 회장 직에 선임
- 1959년 방송용어 심의위원회 위원장
- 1970년 국민훈장 동백장 수상.
- 1971년 서울대학교 명예교수, 덕성여자대학교 석좌교수 겸 교양학부장
- 1971년 성공회신학원 객원교수, 성공회신학원(성공회신학대학 전신) 이사를 역임
- 1974년 3월 12일 사망

### 학력
- 강원도 이천보통학교 졸업
- 경성제1고등보통학교 졸업
- 일본 호세이 대학교 영어영문학과 학사

## 참고 문헌
- 강옥희,이영미,이순진,이승희 (2006년 12월 15일). 《식민지시대 대중예술인 사전》. 서울: 소도. 290~291쪽쪽. ISBN 9788990626264.
- 이하윤 - 한국민족문화대백과사전